# Žaloviče
Žaloviče este o localitate din comuna Šmarješke Toplice, Slovenia, cu o populație de 93 de locuitori.